# Turkisk ek

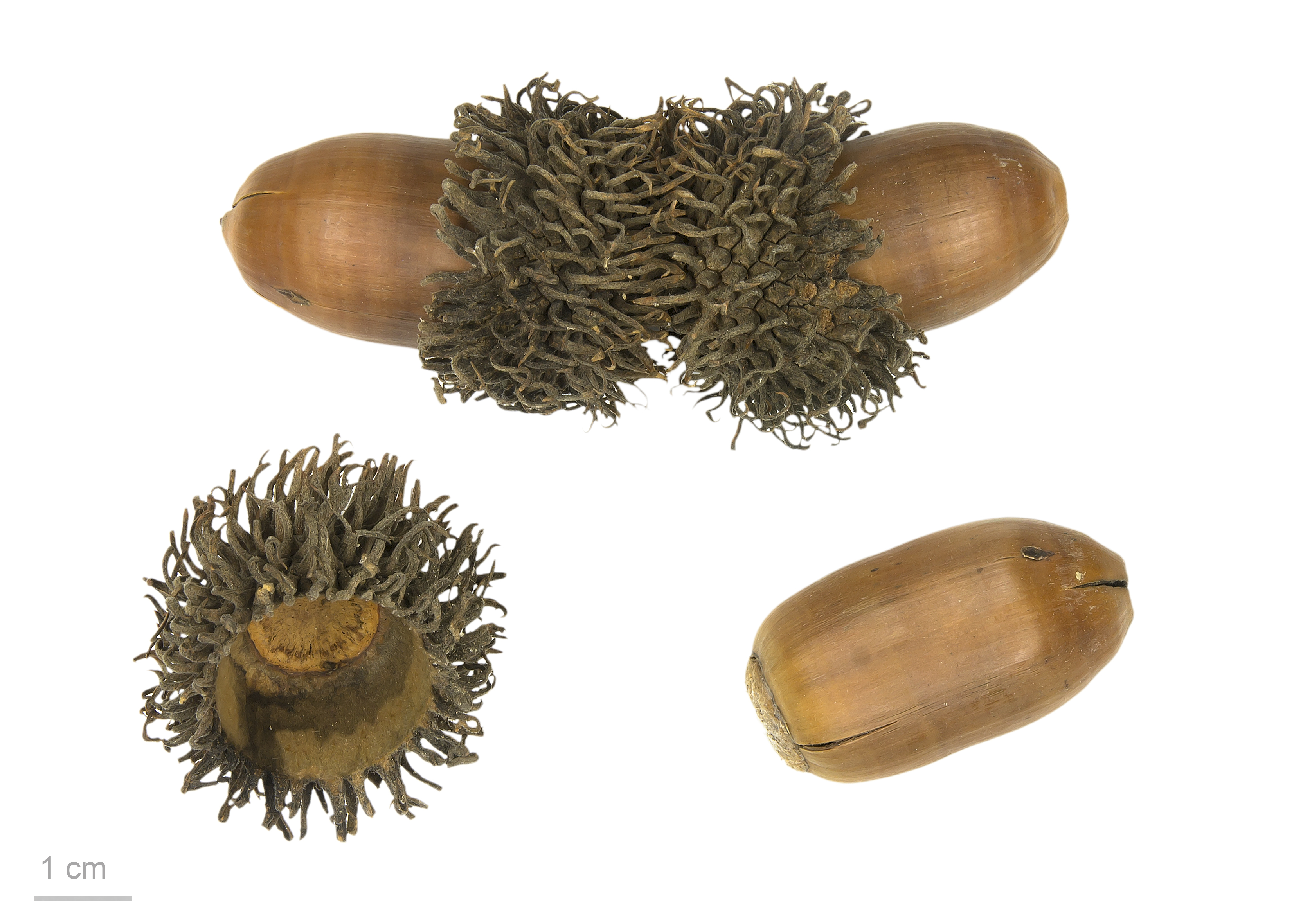
Quercus cerris

Turkisk ek (Quercus cerris), blir stor, cirka 35 m hög och 25 m bred. Ollonen blir högst 2,5 cm och ollonskålen har "skägg". Trädet är snabbväxt och växer naturligt i södra Europa och sydvästra Asien.
Utbredningsområdets norra gräns sträcker sig från sydvästra Frankrike över södra Österrike och södra Ungern till västra och södra Rumänien. I öst bildar utbredningsområdet ett bredare band längs södra Svarta havet och östra Medelhavet ungefär söderut till Libanon. Små och avskilda populationer hittas längre norrut fram till västra Tjeckien samt i Turkiets centrala delar. Arten föredrar soliga platser men den kan även växa som ett mindre träd i skuggiga skogar. Turkisk ek introducerades i England där den betraktas som ett inhemskt träd.
Artens trä används främst för enklare konstruktioner och som bränsle. Ibland brukas det för båtar eller som trägolv. Turkisk ek planteras som prydnadsväxt i trädgårdar, stadsparker eller intill gator. Ekollon från Quercus cerris är viktig föda för olika djur.
För beståndet är inga hot kända. IUCN listar arten som livskraftig (LC).